# Marathon van Los Angeles 2010
De marathon van Los Angeles 2010 vond op 21 maart 2010 plaats in Los Angeles. Het was de 25e keer dat dit evenement werd gehouden. In totaal finishten 22.403 lopers de wedstrijd, waarvan 9.165 vrouwen.
Bij de mannen werd de wedstrijd gedomineerd door Kenianen. Van de eerste tien binnenkomers kwamen er acht uit dit land. De wedstrijd werd voor de tweede keer op rij gewonnen door de Keniaan Wesley Korir in 2:09.19. Bij de vrouwen won zijn landgenote Edna Kiplagat in 2:25.38. Het evenement werd gesponsord door Honda. Zowel de eerste aankomende man als vrouw kregen naast de 20.000 dollar aan prijzengeld een nieuwe Honda auto voor hun prestatie. 
Naast de marathon was er ook een hardloopwedstrijd over 5 km.

## Wedstrijd
Mannen
| rang | naam             | land | tijd    |
| ---- | ---------------- | ---- | ------- |
| 1    | Wesley Korir     | KEN  | 2:09.19 |
| 2    | Richard Limo     | KEN  | 2:09.48 |
| 3    | Paul Samoei      | KEN  | 2:09.54 |
| 4    | Laban Kipkemboi  | KEN  | 2:10.40 |
| 5    | Albert Matebor   | KEN  | 2:10.52 |
| 6    | David Tarus      | KEN  | 2:11.46 |
| 7    | Tariku Jufar     | ETH  | 2:11.49 |
| 8    | Kasine Adilo     | ETH  | 2:12.16 |
| 9    | Thomas Kiplitan  | KEN  | 2:14.05 |
| 10   | Macdonard Ondara | KEN  | 2:14.10 |

Vrouwen
| rang | naam               | land | tijd    |
| ---- | ------------------ | ---- | ------- |
| 1    | Edna Kiplagat      | KEN  | 2:25.38 |
| 2    | Teyba Naser        | ETH  | 2:26.20 |
| 3    | Silvia Skortsova   | RUS  | 2:27.20 |
| 4    | Tiki Gelana        | ETH  | 2:28.28 |
| 5    | Ashu Kasim         | ETH  | 2:35.44 |
| 6    | Linda Somers       | USA  | 2:36.33 |
| 7    | Elza Kireeva       | RUS  | 2:38.43 |
| 8    | Kim Duclos         | USA  | 2:41.57 |
| 9    | Caroline Chepkorir | KEN  | 2:44.31 |
| 10   | Cheryl Smith       | USA  | 2:45.19 |

1986 ·
1987 ·
1988 ·
1989 ·
1990 ·
1991 ·
1992 ·
1993 ·
1994 ·
1995 ·
1996 ·
1997 ·
1998 ·
1999 ·
2000 ·
2001 ·
2002 ·
2003 ·
2004 ·
2005 ·
2006 ·
2007 ·
2008 ·
2009 ·
2010 ·
2011 · 
2012 ·
2013 ·
2014 ·
2015 ·
2016 ·
2017